# 애플 반다이 피핀
애플 반다이 피핀(Apple Bandai Pippin)은 애플과 반다이가 합작하여 제작한 가정용 게임기이다. 이 게임기는 1996년 3월 28일에 일본에서 반다이가 먼저 피핀 앳마크(ピピンアットマーク, ピピン@)라는 이름으로 발매하였고, 동년 9월 1일에는 북아메리카에서도 발매되었다.
이 게임기는 맥 OS 7.5.2를 기반으로 하였으며, 앳월드(@World)라는 이름의 온라인 서비스를 탑재하고 있었다. 그러나 지나치게 비싼 가격, 부족한 게임 타이틀, 판매 실적 부진으로 인하여 출시 1년 만에 판매가 중단되었다.